# Medpalli, Aurad
Medpalli là một làng thuộc tehsil Aurad, huyện Bidar, bang Karnataka, Ấn Độ.